# 迪米克 (伊利諾伊州)
迪米克（英語：Dimmick）是位於美國伊利諾伊州拉薩爾縣的一個非建制地區。該地的面積和人口皆未知。

## 地理
迪米克的座標為41°26′25″N 89°06′59″W / 41.44028°N 89.11639°W，而該地的平均海拔高度為201米（即659英尺）。